# Houtmassiefbouw

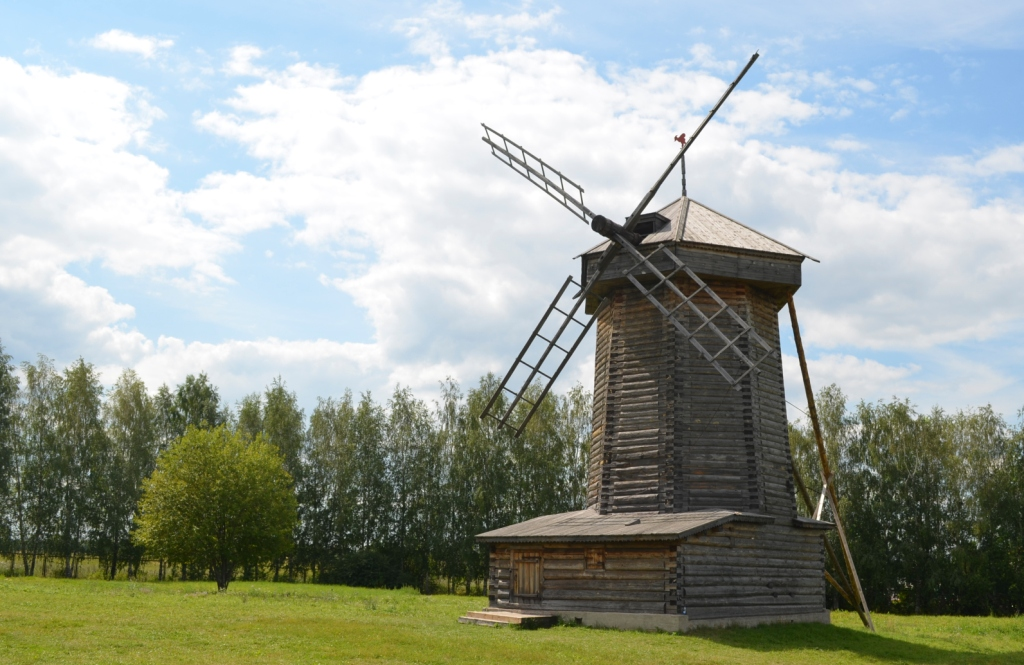
Historische Russische windmolen in massief hout

Houtmassiefbouw of massieve houtbouw is een bouwmethode waarbij men massief hout gebruikt, zoals de stammen van lokaal beschikbare bomen. Een eenvoudig huis of bijgebouw in massief hout is een blokhut, maar houtmassiefbouw kan ook leiden tot grotere en complexere bouwwerken.
Massieve houtbouw is ook wel bekend als Cross Laminated Timber (CLT). Het tegenovergestelde van massieve houtbouw is houtskeletbouw. Hierbij worden de wanden en daken opgebouwd uit een houten skelet.